# Rio Tinto Group
Rio Tinto Group è un gruppo multinazionale anglo-australiano che si occupa di ricerca, estrazione e lavorazione di risorse minerarie. È la terza più grande società mineraria del mondo.
Il gruppo è composto da due società: Rio Tinto plc quotata al London Stock Exchange, segmento FTSE 100 in Gran Bretagna; e Rio Tinto Limited in Australia, quotata all'Australian Securities Exchange, segmento S&P/ASX 50.

## Storia
Rio Tinto nasce a Londra nel 1873, come Rio Tinto Company Limited per sfruttare le risorse minerarie della provincia spagnola di Huelva. Nel 1905 compra Consolited Zinc Corporation - The Rio Tinto-Zinc Corporation che deteneva interessi in Australia. Nel 1954 vende le attività in Spagna. Rio Tinto e Zinc si uniscono nel 1962 e formano RTZ Corporation e viene formata la controllata Conzinc Riotinto of Australia Limited (CRA). Nel 1995 CRA viene fusa in RTZ, e nel 1997 RTZ diventa Rio Tinto plc e CRA diventa Rio Tinto Ltd, e si quota alla borsa valori australiana.
Fino al 2006 possedeva il 56% della sarda Eurallumina S.p.A..
Nel 2008 Chinalco, gruppo siderurgico della Repubblica Popolare Cinese, ed Alcoa, attraverso Shining Prospect Pte, acquistano il 12% di Rio per 14 miliardi di dollari, per bloccare l'OPA ostile lanciata da BHP Billiton.
Il 12 febbraio 2009, Chinalco investe 19.5 miliardi di dollari in Rio Tinto: 12,3 miliardi di dollari per acquistare partecipazioni fino al 50% in attività minerarie in Cile, Australia e USA, ed altri 7,2 miliardi di dollari in obbligazioni convertibili, portando la sua partecipazione in Rio Tinto plc al 19%, e al 14.9% in Rio Tinto Limited, equivalente al 18% in Rio Tinto Group.
La grande multinazionale è stata accusata di aver provocato disastri ambientali a causa delle sue estrazioni minerarie poco rispettose dell'ambiente.